# 知訥
知訥（ちとつ、ジヌル、1158年 - 1210年）は、高麗中期の僧。俗姓は鄭。韓国仏教界で現在最大勢力を誇る曹渓宗（大韓仏教曹渓宗）の宗祖である。

## 生涯
1158年に洞州（現在の瑞興郡）で生まれる。8歳で禅宗の門に入り、1173年、16歳の時に出家した。戒律は九山禅門の一つである闍崛山系の宗暉禅師から受けた。1182年、25歳の時、科挙の僧科に合格した。1188年、居祖寺で定慧結社を組織し、『勧修定慧結社文』を発表する。1200年、松広山の吉祥寺（現在の松広寺）に行き、頓悟漸修と定慧双修を基にした三門修行を広めた。三門修行とは、惺寂等持門・圓頓信解門・看話径截門の三門で、禅と教とを合わせた禅教一致の修行。
高麗王の熙宗は、即位するとすぐに、松嶽山を曹渓山に、吉祥寺を修禅寺に変え、その名を刻んだ扁額を与えた。
1210年に遷化。法堂にて僧徒に説法を行っている最中に亡くなったと伝えられる。死後国師の官位が与えられた。

## 著書
- 『勧修定慧結社文』1巻
- 『牧牛子修心訣』1巻
- 『真心直説』1巻
- 『誡初心学人文』1巻
- 『華厳論節要』3巻
- 『法集別行録節要并入私記』1巻
- 『圓頓成仏論』1巻
- 『看話決疑論』1巻
- 『念仏要門』1巻
- 『六祖壇経跋文』1巻
- 『上堂録』1巻

## 関係論文
- CiNii>知訥